# Cyrtandra ferruginea
Cyrtandra ferruginea är en tvåhjärtbladig växtart som beskrevs av Elmer Drew Merrill. Cyrtandra ferruginea ingår i släktet Cyrtandra och familjen Gesneriaceae. Inga underarter finns listade i Catalogue of Life.